# Maniltoa mariettae
Maniltoa mariettae är en ärtväxtart som beskrevs av M.S.Knaap-van Meeuwen. Maniltoa mariettae ingår i släktet Maniltoa och familjen ärtväxter. Inga underarter finns listade i Catalogue of Life.